# Culture d'Andorre
 (mars 2015).

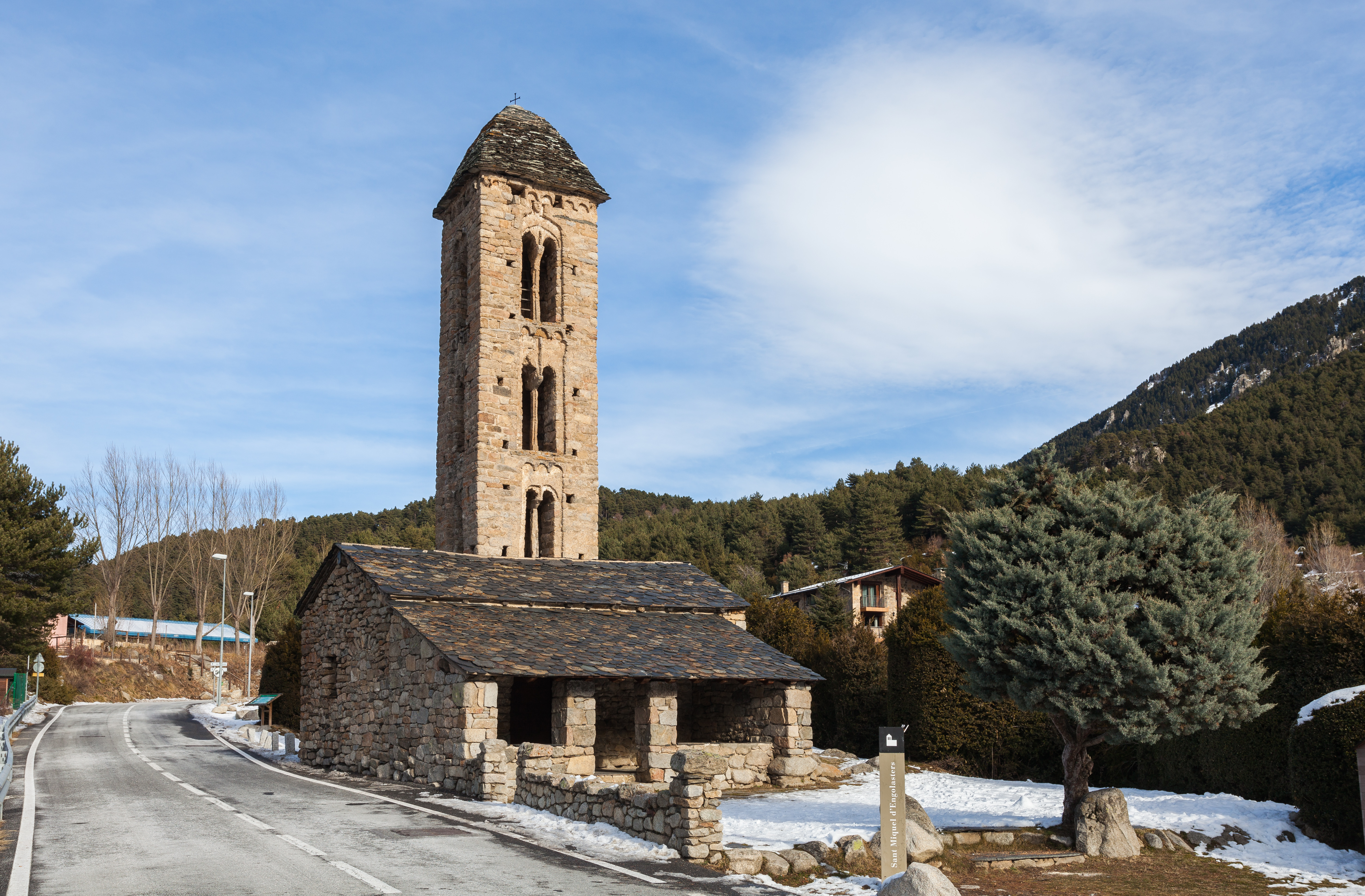
Église romane de Sant Miquel d'Engolasters

La culture d' Andorre, petit pays de l'Europe du Sud, désigne d'abord les pratiques culturelles observables de ses habitants (< 100 000, estimation 2017).
La culture andorrane est étroitement liée avec celle de la Catalogne, dès lors que la population andorrane était catalane à sa naissance. D'autre part, elle a donné une contribution significative et facilement identifiable à l'ensemble de la culture catalane.

## Langue(s)
Le catalan est la seule langue officielle de l'Andorre. Elle est la langue historique et traditionnelle du pays, utilisée par le gouvernement, la télévision, la radio ainsi que d’autres médias nationaux. Elle constitue la langue principale des habitants de nationalité andorrane. L'espagnol, le portugais et le français sont des langues également employées par les habitants de la principauté.

## Traditions
Le 8 septembre, les habitants de l'Andorre font leurs pèlerinages vers le sanctuaire de Notre-Dame de Meritxell.

## Littérature
L'Andorre compte deux auteurs renommés en Catalogne, Michèle Gazier et Ramon Villeró, tous deux originaires de la principauté. De plus, Ricard Fiter, un écrivain renommé, ne vient pas seulement de ce pays mais y joue le rôle d'Ombudsman (médiateur de la république). La tradition d'écrit en Andorre date de bien avant le XXe siècle; Antoni Fiter i Rossell, originaire de la paroisse d'Ordino, écrivit un livre sur ses terres appelé Digest manual de las valls neutras d'Andorra en 1748, décrivant le statut féodal, historique et légal de l'Andorre.

## Médias
La constitution d'Andorre donne une totale liberté aux médias :	
- deux journaux imprimés, le Diari d'Andorra et El Periòdic d'Andorra,
- les services de télévision nationaux, diffusés par Andorra Televisió,
- les services de radio, 
  - par la Radio Nacional d'Andorra, ces deux organismes étant gérés par RTVA,
  - et une bande radio indépendante, Radio Valira.

Tous les autres médias disponibles sont issus d'Espagne, de France, du Portugal ou même de Grande-Bretagne et des États-Unis.

## Arts visuels

### Arts plastiques et graphiques
L'Andorre possède nombre d'artistes dont le plus emblématique est Sergi Mas qui, bien que né à Barcelone (1930), témoigne d'une culture véritablement andorrane au travers de ses peintures, gravures, lithographies, sculptures et aussi de ses écrits.

## Arts de scène

### Musique
- Musique d'Andorre (en)

En regardant les fondements de la musique pour les Catalans, il n'est pas surprenant d'entendre que l'Andorre dispose d'un Orchestre de chambre dirigé par le violoniste Gérard Claret et qu'elle accueille un célèbre concours international de chants supporté par la cantatrice espagnole Montserrat Caballé.
En 2004, l'Andorre participe à l'Eurovision pour la première fois. Cela attira l'attention des médias de Catalogne car cela était la première chanson qui y était chanté en catalan. La chanson fut cependant éliminée lors des demi-finales, ce qui se produisit pour les essais suivants de 2005, 2006 et 2007.
Un des événements dans la vie culturelle andorrane des plus importants est le festival international de jazz d'Escaldes-Engordany où des stars internationals telles que Miles Davis, Fats Domino ou B. B. King ont participé.

## Danse
Des danses typiques comme la marratxa ou le contrapàs sont assez populaires lors des fêtes, surtout celles de Saint-Jean et de Saint-Étienne. En dehors de ces moments festifs, peu de danses typiques du pays sont vraiment pratiquées.

## Patrimoine

### Musées
- Liste de musées en Andorre

### Liste du Patrimoine mondial
Le programme Patrimoine mondial (UNESCO, 1971) a inscrit dans sa liste du Patrimoine mondial (au 12/01/2016) : Liste du patrimoine mondial en Andorre.

### Liste représentative du patrimoine culturel immatériel de l’humanité
Le programme Patrimoine culturel immatériel (UNESCO, 2003) a inscrit dans sa liste représentative du patrimoine culturel immatériel de l’humanité (au 10/01/2016) :
- 2015 : Les fêtes du feu du solstice d'été dans les Pyrénées (Andorre-Espagne-France)[1]

### Patrimoine culturel andorran
Le patrimoine culturel de l'Andorre est composée de quatre sections :
- Premier, les biens d'intérêt culturel (BIC) ;
- Deuxième, les biens immeubles inventoriés ;
- Troisième, les biens immeubles inventoriés ;
- Quatrième, les biens immatériels.